# St Catherine
St Catherine – wieś w Anglii, w hrabstwie ceremonialnym Somerset, w dystrykcie (unitary authority) Bath and North East Somerset. Leży 19 km na wschód od miasta Bristol i 153 km na zachód od Londynu. Miejscowość liczy 69 mieszkańców.